# La libertad (Lied)
La libertad (spanisch für „Freiheit“) ist ein Lied des deutsch-spanischen Latin-Pop-Sängers Álvaro Soler. Es ist die sechste Singleauskopplung seines zweiten Studioalbums Mar de Colores.

## Entstehung und Veröffentlichung
Geschrieben wurde das spanischsprachige Lied vom Interpreten selbst, gemeinsam mit den Koautoren Jakke Erixson (T.I. Jakke), Simon Triebel und Alexander Zuckowski. Erixson zeichnete darüber hinaus für die Produktion verantwortlich.
Die Erstveröffentlichung von La libertad erfolgte zeitgleich als Albumtitel und Single am 10. Mai 2019. Es erschien als Teil der Neuauflage seines zweiten Studioalbums Mar de Colores, das als Versión Extendida veröffentlicht wurde. Die Singleausführung erschien als digitaler Einzeltrack durch das Musiklabel Epic Records. Am 5. Juli 2019 erschien ein Remix von Marcus Layton als digitaler Einzeltrack.

## Inhalt
Im Lied geht es um Freiheit, Lebensfreude, Leichtigkeit und Neugierde. Soler singt davon, dass man Mauern hinter sich zu lassen und das Leben unbeschwert genießen solle.

## Musikvideo
Das Musikvideo zu La libertad feierte seine Premiere am 10. Mai 2019 auf YouTube. Es zeigt Soler, der zusammen mit einer weiteren Person, in einem kleinen Bus unterwegs ist. Bis Juni 2023 zählte das Musikvideo über 54 Millionen Aufrufe bei YouTube.

## Kommerzieller Erfolg

### Chartplatzierungen
| ChartsChartplatzierungen | Höchstplatzierung | Wochen |
| ------------------------ | ----------------- | ------ |
| Deutschland (GfK)        | 62 (9 Wo.)        | 9      |
| Italien (FIMI)           | 67 (11 Wo.)       | 11     |
| Österreich (Ö3)          | 51 (5 Wo.)        | 5      |
| Schweiz (IFPI)           | 65 (1 Wo.)        | 1      |

### Auszeichnungen für Musikverkäufe
| Land/Region          | Auszeichnungen für Musikverkäufe (Land/Region, Auszeichnung, Verkäufe) | Verkäufe |
| -------------------- | ---------------------------------------------------------------------- | -------- |
| Italien (FIMI)       | Gold                                                                   | 25.000   |
| Polen (ZPAV)         | Gold                                                                   | 25.000   |
| Spanien (Promusicae) | Gold                                                                   | 30.000   |
| Insgesamt            | 3× Gold ·                                                              | 80.000   |